# 작은형제회
작은형제회(라틴어: Ordo Fratrum Minorum 영어: Order of Friars Minor, 약칭: OFM)는 아시시의 성 프란치스코가 창설한 로마 가톨릭교회 소속의 수도회이다. 프란치스칸 1회 중에 하나로 총본부는(홈페이지) 로마에 있다. 대한민국에는 1937년 캐나다의 선교사들이 입국하면서 현존이 시작되었고, 이후 대전 목동 수도원 설립으로 역사가 시작되었다. 복음화(본당사목, 청소년사목, 프란치스코 교육회관에서의 영성 강의 등), 사회복지(나환우, 노인, 지적장애 등), 해외 선교(일본, 미국, 카자흐스탄, 버마, 중국 등), 수도자 양성 등의 사목을 하고 있다.
현재 작은형제회 한국관구는 서울특별시 중구 정동길 9에 위치하고 있다.

## 같이 보기
- 아시시의 성 프란치스코
- 프란치스코회
- 꼰벤뚜알 프란치스코회
- 카푸친 작은형제회